# Matthew Turner
Pour le joueur d'échecs, voir Matthew Turner (joueur d'échecs).
Matthew Turner (mort en 1788), un médecin de Liverpool, est considéré (par exemple par David Berman en 1990) comme l'auteur ou le coauteur du pamphlet de 1782, Answer to Dr. Priestley's Letters to a Philosophical Unbeliever (« Réponse aux lettres du Docteur Priestley à un philosophe incroyant »), le premier livre ouvertement athée publié en Grande-Bretagne. Turner fut aussi un pionnier dans l'utilisation de l'éther à des fins médicales et écrivit un pamphlet à ce propos. Enfin, c'est lui qui présenta l'un à l'autre Josiah Wedgwood et Thomas Bentley à Liverpool, point de départ d'une amitié qui conduisit à la fondation des ateliers de l'Etruria, donnant à l'industrie de la faïence un développement et une qualité jusque-là inconnus.
Turner était un ami de Peter Perez Burdett et, en 1771, son savoir scientifique fut mis à profit par Joseph Wright of Derby dans la conception de son tableau de L'Alchimiste découvrant le phosphore, aujourd'hui exposé au musée de Derby.